# یکشنبه (فیلم ۱۹۶۹)
یکشنبه (به کروات: Nedjelja) نام فیلمی کروات ساخت سال ۱۹۶۹ به کارگردانی لوردن زافرونویچ (Lordan Zafranović) است. این فیلم ۸۰ دقیقه بود و بازیگرانی همچون رلیا باشیچ، گوران مارکوویچ و میا اورمویچ در آن نقش‌آفرینی کرده‌اند.